# Палікіє-Перші
Палікіє-Перші (пол. Palikije Pierwsze) — село в Польщі, у гміні Войцехув Люблінського повіту Люблінського воєводства.
Населення — 1002 особи (2011).

## Демографія
Демографічна структура станом на 31 березня 2011 року:
|          | Загалом | Допрацездатний вік | Працездатний вік | Постпрацездатний вік |
| -------- | ------- | ------------------ | ---------------- | -------------------- |
| Чоловіки | 493     | 91                 | 348              | 54                   |
| Жінки    | 509     | 93                 | 285              | 131                  |
| Разом    | 1002    | 184                | 633              | 185                  |